# Морозалья
Морозалья (фр. Morosaglia, корс. Merusaglia) — коммуна во Франции, находится в регионе Корсика. Департамент коммуны — Верхняя Корсика. Административный центр кантона Голо-Морозалья. Округ коммуны — Корте.
Код INSEE коммуны — 2B169.

## Население
Население коммуны на 2008 год составляло 1072 человека.
| 1962 | 1968 | 1975 | 1982 | 1990 | 1999 | 2008 |
| ---- | ---- | ---- | ---- | ---- | ---- | ---- |
| 550  | 694  | 750  | 854  | 883  | 1008 | 1072 |

## Экономика
В 2007 году среди 697 человек в трудоспособном возрасте (15—64 лет) 457 были экономически активными, 240 — неактивными (показатель активности — 65,6 %, в 1999 году было 62,5 %). Из 457 активных работали 390 человек (217 мужчин и 173 женщины), безработных было 67 (24 мужчины и 43 женщины). Среди 240 неактивных 81 человек был учеником или студентом, 59 — пенсионерами, 100 были неактивными по другим причинам.

## Фотогалерея
- Морозалья
- Часовня Sacre-Cœur
- Памятник Паскалю Паоли
- Разрушенная часовня св. Андрея